# Kauan (piłkarz)
Kauan Rodrigues da Silva (ur. 16 kwietnia 2005 w Caxias) – brazylijski piłkarz występujący na pozycji środkowego lub ofensywnego pomocnika, od 2025 roku zawodnik Atlético Goianiense.